# Gilbert Roland
Gilbert Roland (nacido Luis Antonio Dámaso de Alonso; Ciudad Juárez, Chihuahua, 11 de diciembre de 1905-Beverly Hills, California, 15 de mayo de 1994) fue un actor estadounidense de origen mexicano y una de las primeras estrellas latinoamericanas del cine estadounidense.

## Biografía
Hay cierta discrepancia sobre su lugar de nacimiento, ya que su padre, el torero español Francisco Alonso «Paquiro II», declaró ante la prensa que su hijo era nacido en Bilbao y que tenía la nacionalidad española. En un principio tenía la intención de convertirse en torero como su padre y su abuelo paterno. Sin embargo, cuando su familia se mudó a los Estados Unidos, se interesó por el cine y fue elegido al azar para un papel como extra en el filme mudo El jorobado de Notre Dame (1923). Eligió su nombre de pantalla mediante la combinación de los nombres de sus actores favoritos, John Gilbert y Ruth Roland. Por su gallarda figura y fino rostro, a menudo era elegido para el estereotipado papel de "latin lover".
El primer papel importante de Roland fue en la película muda The Plastic Age /La edad de plástico (1925), una comedia romántica en la que trabajó junto con Clara Bow. Al siguiente año personificó a Armando Duval en una versión de la famosa tragedia romántica Camille /Margarita Gautier (1926), donde Norma Talmadge era la protagonista y con quien Roland estuvo unido sentimentalmente. Juntos protagonizaron varias producciones. A principios de los años 1930, con la llegada del cine sonoro, apareció en varias adaptaciones al español de películas estadounidenses, protagonizando papeles románticos.
A finales de los años 1940 y principios de los años 1950, los críticos empezaron a tomar nota de su actuación y fue elogiado por sus papeles secundarios, como en los filmes We were strangers /Rompiendo las cadenas /Éramos desconocidos (1949), The Bad and the Beautiful /Cautivos del mal (1952), Thunder Bay /Bahía Negra (1953) y Cheyenne Autumn /El ocaso de los cheyenes /El gran combate (1964).
Apareció en una serie de películas a mediados de la década de 1940, como el popular personaje Cisco Kid. Personificó a Hugo da Silva, el amigo agnóstico (y totalmente ficticio) de los tres niños pastores en The Miracle of Our Lady of Fatima /El mensaje de Fátima (1952), basado en las apariciones de Nuestra Señora de Fátima en Portugal, en 1917. Al año siguiente, protagonizó el épico filme de aventuras Beneath the 12-Mile Reef /Duelo en el fondo del mar (1953), personificando a un griego-americano pescador de esponjas. Su última aparición en el cine fue en el western Barbarosa (1982).
Se casó dos veces. Su primer matrimonio fue con la actriz Constance Bennett, de 1941 a 1945: tuvieron dos hijas, pero acabaron divorciándose porque el actor mantenía un romance con la también actriz Norma Talmadge. Su segundo matrimonio, en 1954, fue con Guillermina Cantú: no tuvieron hijos, pero el matrimonio perduró hasta la muerte de él, en 1994.
Falleció a la edad de 88 años, víctima de cáncer, el 15 de mayo de 1994, en Beverly Hills, Los Ángeles, California, EE. UU. Sus restos fueron cremados y sus cenizas fueron arrojadas al mar.

## Carrera cinematográfica
Comenzó su carrera a muy temprana edad, en el cine mudo, apareciendo como extra; de hecho, en su segunda película, The Midshipman (1925), trabaja como doble de otro famoso actor mexicano, el ya entonces renombrado Ramón Novarro. Al principio su nombre aparecía en los créditos como Luis Alonso, pero luego cambió su nombre a Gilbert Roland, inspirándose en la combinación de sus dos estrellas favoritas: John Gilbert y Ruth Roland.

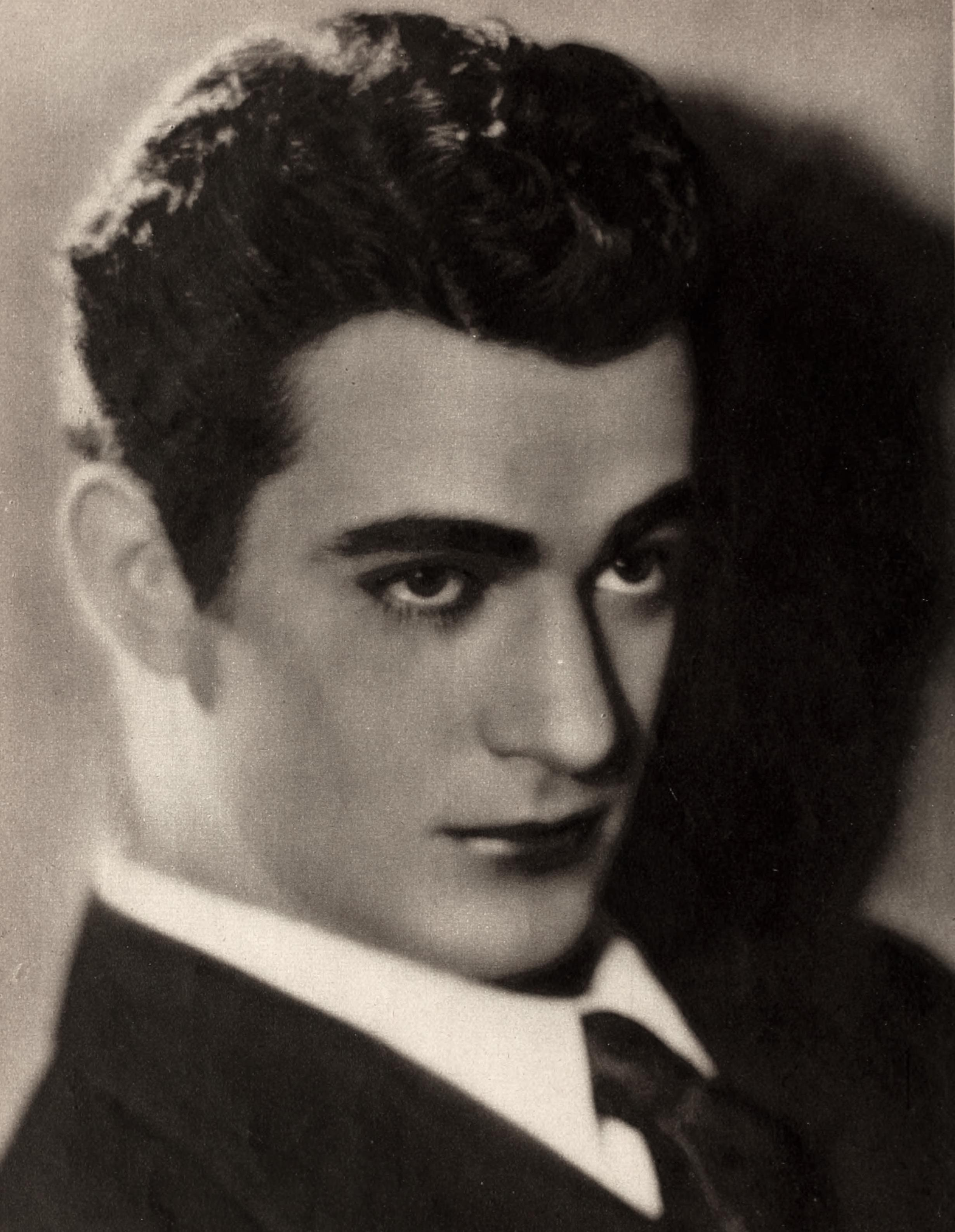
Gilbert Roland (1927)

En el cine mudo protagonizó algunas cintas, como Camille (1926), dirigida por Fred Niblo, donde personificó a Armando Duval, al lado de Norma Talmadge. Ya en la época del cine sonoro actuó como protagonista en filmes como Men of the North (1930); Resurrección (1931), donde Roland actúa en la versión hispanoparlante de Resurrection, ambas versiones fueron filmadas en EE. UU. y protagonizadas por Lupe Vélez el mismo año; también estelarizó Hombres de mi vida (1932), la cual es otra versión en español, filmada en EE. UU., donde también actúa como galán de Lupe Vélez, y Gigolettes of Paris (1933), donde interpreta a un gigoló. En 1937 estelariza The Last Train from Madrid.
En los años 40 da vida a Cisco Kid, el famoso vaquero creado por O. Henry en 1907. Este personaje llevaba varias películas que habían sido interpretadas por Warner Baxter en sus tres primeras entregas, luego César Romero lo había interpretado en seis más y, por último, Duncan Renaldo lo había interpretado en otras tres. Gilbert Roland lo interpretó en las seis siguientes: Beauty and the Bandit (1946), South of Monterey (1946), The Gay Cavalier (1946), King of the Bandits (1947), Robin Hood of Monterey (1947) y Riding the California Trail (1947), para que luego el papel de Cisco Kid volviera a Duncan Renaldo en cinco ocasiones más y una serie de televisión.
En 1950 coprotagoniza el drama taurino The Bullfighter and the Lady /Tarde de toros (1950), del director Budd Boetticher, filme en el que su compatriota Katy Jurado debuta como actriz en Hollywood. Al año siguiente coprotagoniza, junto con Burt Lancaster, el drama bélico Ten Tall Men /Diez valientes (1951); luego trabaja en varias películas a las órdenes de Hugo Fregonese, director argentino que en aquellos momentos trabajaba en Hollywood (en una de estas cintas coincide con otro relevante actor mexicano: Ricardo Montalbán).
Trabaja con grandes directores, como Anthony Mann, en el excelente western The Furies /Las furias (1950), con Barbara Stanwyck como protagonista; y en Thunder Bay /Bahía Negra (1953), película que idealiza la convivencia entre pescadores y explotadores petrolíferos y en la que Roland era el pescador que se enfrentaba al petrolero James Stewart, con Joanne Dru como dama joven. Con el director Richard Brooks trabajó en la película Crisis (1950), donde compartía cartel con Cary Grant, José Ferrer y Ramón Novarro.
Destacado es su papel, como actor de reparto, en el filme The Bad and the Beautiful /Cautivos del mal (1952), prodigioso drama de Vincente Minnelli sobre el mundo del cine, protagonizado Kirk Douglas y Lana Turner, en la que el bueno de Gilbert enamora a la adúltera Gloria Grahame con trágicas consecuencias; por esta actuación Gilbert Roland es nominado al Globo de Oro como mejor actor de reparto en 1953. Continúa con otro acierto en su filmografía, destacando en el drama religioso, basado en la vida real, The Miracle of Our Lady of Fatima /El mensaje de Fátima (1952). Al siguiente año, participa en la cinta The Diamond Queen /La reina de diamantes (1953), donde también se encontraba con otro "latin lover": Fernando Lamas, con el que se disputaba el amor de Arlene Dahl, esposa de Fernando en la vida real en ese tiempo. Hizo de padre de un joven Robert Wagner en Beneath the 12-Mile Reef /Duelo en el fondo del mar (1953).
La fama que le dio el personaje de Cisco Kid permite a Gilbert Roland acceder a películas más importantes, como The Treasure of Pancho Villa /El tesoro de Pancho Villa (1955), de George Sherman, con Rory Calhoun y Shelley Winters como compañeros de reparto; y Bandido (1956), de Richard Fleischer, donde sería un revolucionario mexicano, acompañado por Robert Mitchum como coprotagonista.
En los años 50 continúa haciendo películas importantes, trabajando con directores como John Sturges, Terence Young y otros, y tiene como compañeros de reparto a Olivia de Havilland, Jane Russell, Paul Scofield, Alan Ladd o Tony Curtis. Trabaja en dos superproducciones cargadas de estrellas: Around the World in Eighty Days /La vuelta al mundo en 80 días (1956), de Michael Anderson, y The Big Circus /El gran circo (1959), de Joseph M. Newman.
En los años 60 logra otro éxito en el excelente western y drama histórico dirigido por John Ford Cheyenne autumn /El ocaso de los cheyenes /El gran combate (1964), donde también comparte créditos con otros famosos actores mexicanos: Dolores del Río y Ricardo Montalbán, con quienes, en este filme, forma parte de la tribu apache de los cheyenne. Por esta actuación Gilbert es nominado al Globo de Oro, como mejor actor de reparto, en 1965.
En los años 50 comienza a compartir su labor cinematográfica con apariciones en televisión, en distintas series de éxito, como Zorro /El Zorro (1957-1961), Bonanza (1959-1973), The Fugitive /El fugitivo (1963-1967), The High Chaparral /El Gran Chaparral (1967-1971) y Kung Fu (1972-1975), entre otras. No obstante, no dejará de trabajar en el cine hasta su retirada, en 1982. Su penúltima película, Caboblanco (1980), de J. Lee Thompson, era una especie de versión de Casablanca, con Charles Bronson haciendo el papel de Humphrey Bogart.
La última aparición cinematográfica de Gilbert fue en Barbarosa (1982), un western de venganza y amistad de Fred Schepisi, protagonizado por Willie Nelson.

## Filmografía

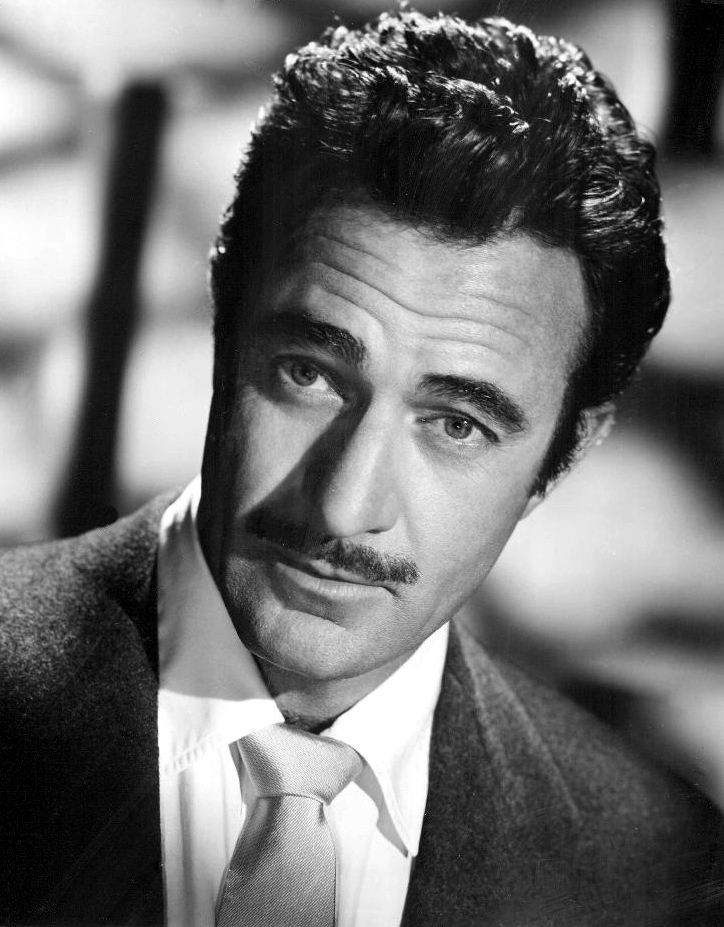
Gilbert Roland en 1952.

- 1923 - The Hunchback of Notre Dame /El jorobado de Notre Dame (EE. UU.)
- 1925 - The Midshipman (EE. UU.)
- 1925 - The Lawful Cheater (EE. UU.)
- 1925 - The Lost World / El mundo perdido (EE. UU.)
- 1925 - The Spaniard (EE. UU.)
- 1925 - The Lady Who Lied (EE. UU.)
- 1925 - The Plastic Age /Días de colegial (EE. UU.)
- 1926 - The Campus Flirt /La colegiala altiva (EE. UU.)
- 1926 - The Blonde Saint (EE. UU.)
- 1926 - Camille /Margarita Gautier (EE. UU.)
- 1927 - The Dove /El mejor caballero (EE. UU.)
- 1927 - The Love Mart /El mercado del amor (EE. UU.)
- 1927 - Rose of the Golden West (EE. UU.)
- 1928 - The Woman Disputed /La mujer disputada (EE. UU.)
- 1929 - New York Nights /Noches de Nueva York (EE. UU.)
- 1930 - Monsieur Le Fox (EE. UU.)
- 1930 - Men of the North (EE. UU.)
- 1931 - Resurrección (EE. UU., en español)
- 1932 - Call Her Savage (EE. UU.)
- 1932 - A Parisian Romance (EE. UU.)
- 1932 - No Living Witness (EE. UU.)
- 1932 - Life Begins /La vida empieza (EE. UU.)
- 1932 - The Woman in Room 13 /La dama del 13 (EE. UU.)
- 1932 - The Passionate Plumber /El amante improvisado (EE. UU.)
- 1932 - Hombres de mi vida (EE. UU., en español)
- 1933 - Yo, tú y ella (EE. UU., en español)
- 1933 - Una viuda romántica (EE. UU., en español)
- 1933 - Our Betters /Nuestros superiores (EE. UU.)
- 1933 - She Done Him Wrong /Lady Lou (EE. UU.)
- 1933 - After Tonight (EE. UU.)
- 1933 - Gigolettes of Paris (EE. UU.)
- 1934 - Elinor Norton (EE. UU.)
- 1935 - Julieta compra un hijo (EE. UU., en español)
- 1935 - Ladies Love Danger (EE. UU.)
- 1935 - Mystery Woman (EE. UU.)
- 1937 - Thunder Trail (EE. UU.)
- 1937 - The Last Train from Madrid (EE. UU.)
- 1937 - Midnight Taxi (EE. UU.)
- 1938 - La vida bohemia (EE. UU., en español)
- 1938 - Gateway (EE. UU.)
- 1939 - Juárez /Juárez (EE. UU.)
- 1940 - Rangers of Fortune /Aventureros románticos (EE. UU.)
- 1940 - The Sea Hawk /El halcón del mar (EE. UU.)
- 1940 - Gambling on the High Seas /El casino flotante (EE. UU.)
- 1940 - Isle of Destiny (EE. UU.)
- 1941 - Angels with Broken Wings (EE. UU.)
- 1941 - My Life with Caroline /Otra vez mía (EE. UU.)
- 1942 - Isle of Missing Men /La isla de los hombres perdidos (EE. UU.)
- 1942 - Enemy Agents Meet Ellery Queen /Contrabando de guerra (EE. UU.)
- 1944 - The Desert Hawk (EE. UU.)
- 1945 - Captain Kidd /El capitán Kidd (EE. UU.)
- 1946 - La rebelión de los fantasmas (México)
- 1946 - Beauty and the Bandit (EE. UU.)
- 1946 - South of Monterey (EE. UU.)
- 1946 - The Gay Cavalier (EE. UU.)
- 1947 - King of the Bandits (EE. UU.)
- 1947 - Robin Hood of Monterey (EE. UU.)
- 1947 - Riding the California Trail (EE. UU.)
- 1947 - The other love /El otro amor (EE. UU.)
- 1947 - Pirates of Monterey /Piratas de Monterrey (EE. UU.)
- 1947 - High Conquest (EE. UU.)
- 1948 - The Dude Goes West (EE. UU.)
- 1949 - We Were Strangers /Rompiendo las cadenas /Éramos desconocidos (EE. UU.)
- 1949 - The Torch /Bandit general /Del odio nació el amor /La antorcha /Una mujer rebelde (EE. UU.)
- 1949 - Malaya /Malaca (EE. UU.)
- 1950 - The Furies /Las furias (EE. UU.)
- 1950 - Crisis (EE. UU.)
- 1950 - The Bullfighter and the Lady /Tarde de toros (EE. UU.)
- 1951 - The Mark of the Renegade /El signo del renegado (EE. UU.)
- 1951 - Ten Tall Men /Diez valientes (EE. UU.)
- 1952 - The Bad and the Beautiful /Cautivos del mal (EE. UU.)
- 1952 - Apache War Smoke (EE. UU.)
- 1952 - The Miracle of Our Lady of Fatima /El Milagro de Nuestra Señora de Fátima (EE. UU.)
- 1952 - Glory Alley /El callejón de la gloria (EE. UU.)
- 1952 - My Six Convicts (EE. UU.)
- 1953 - Thunder Bay /Bahía Negra (EE. UU.)
- 1953 - The Diamond Queen (EE. UU.)
- 1953 - The French Line (EE. UU.)
- 1953 - Beneath the 12-Mile Reef /Duelo en el fondo del mar (EE. UU.)
- 1955 - The Treasure of Pancho Villa /El tesoro de Pancho Villa (EE. UU.)
- 1955 - That Lady /La princesa de Éboli (Reino Unido, España)
- 1955 - Underwater! /La sirena de las aguas verdes (EE. UU.)
- 1955 - The Racers /Hombres temerarios (EE. UU.)
- 1956 - Around the world in 80 days /La vuelta al mundo en 80 días (EE. UU.)
- 1956 - Three Violent People /La ley de los fuertes (EE. UU.)
- 1956 - Bandido (EE. UU., México)
- 1957 - The Midnight Story /El rastro del asesino (EE. UU.)
- 1958 - The Last of the Fast Guns /El último pistolero de la frontera (EE. UU.)
- 1959 - The Big Circus /El gran circo (EE. UU.)
- 1959 - Catch Me If You Can (Cuba, en inglés)
- 1959 - The Wild and the Innocent /Almas inocentes (EE. UU.)
- 1960 - Guns of the Timberland /Los taladores (EE. UU.)
- 1962 - Samar /Samar, la puerta del infierno (EE. UU., Filipinas)
- 1964 - Cheyenne Autumn (EE. UU.)
- 1965 - The Reward /El precio de una cabeza (EE. UU.)
- 1966 - Poppies Are Also Flowers /Las flores del diablo (EE. UU., Francia, Austria)
- 1967 - Vado... l'ammazzo e torno / Voy..., lo mato y vuelvo (Italia)
- 1968 - Quella sporca storia nel west /Johnny el vengador (Italia)
- 1968 - Ognuno per sé /Los profesionales del oro (Italia)
- 1968 - Sonora /Sartana no perdona (Italia, España)
- 1968 - Anche nel west c'era una volta Dio /Entre Dios, el diablo y un arma (Italia, España)
- 1971 - The Christian Licorice Store /Franklin y Cynthia (EE. UU.)
- 1973 - Running Wild /A galope (EE. UU.)
- 1974 - The Pacific Connection (Filipinas)
- 1974 - Treasure of Tayopa (EE. UU.)
- 1977 - The Black Pearl /La perla negra (EE. UU., España)
- La isla del adiós (Islands in the Stream), de Franklin J. Schaffner (1977)
- 1980 - Caboblanco /Cabo Blanco (EE. UU., México)
- 1982 - Barbarosa (EE. UU.)

CORTOMETRAJES
- 1935 - La Fiesta de Santa Barbara (EE. UU.)
- 1936 - Screen Snapshots Series 15, No. 8 (EE. UU.)
- 1941 - Picture People No. 2: Hollywood Sports (EE. UU.)
- 1943 - Wings Up (EE. UU.)

## Televisión
Películas para televisión
- 1966 - The Sheriff (EE. UU., telefilm)
- 1968 - Land's End (EE. UU., telefilm)
- 1971 - The Boy and the Turtle (EE. UU., telefilm)
- 1973 - Incident on a Dark Street /Incidente en una calle oscura (EE. UU., telefilm)
- 1974 - The Mark of Zorro (EE. UU., telefilm)
- 1975 - The Deadly Tower (EE. UU., telefilm)

Series de televisión
- 1952-1957 - The Ford Television Theatre (EE. UU., episodio: "The Ardent Woodsman", 14 de enero de 1954)
- 1955-1958 - Jane Wyman Presents The Fireside Theatre (EE. UU., episodio: "The Smuggler", 25 de octubre de 1955)
- 1954-1958 - Climax! (EE. UU., episodio: "The Louella Parsons Story", 8 de marzo de 1956)
- 1952-1961 - This Is Your Life (EE. UU., episodio: "Gilbert Roland", 20 de junio de 1956)
- 1956-1961 - Playhouse 90 (EE. UU., episodio: "Invitation to a Gunfighter", 7 de marzo de 1957)
- 1954-1958 - Studio 57 (EE. UU., episodio: "The Smuggler", 10 de mayo de 1957)
- 1951-1959 - Schlitz Playhouse of Stars (EE. UU., episodio: "Rich Man, Poor Man", 20 de diciembre de 1957)
- 1957-1965 - Wagon Train /Caravana (EE. UU., episodio: "The Bernal Sierra Story", 12 de marzo de 1958)
- 1954-1959 - December Bride (EE. UU., episodio: "The Gilbert Roland Show", 31 de marzo de 1958)
- 1958-1960 - Westinghouse Desilu Playhouse /Espejo del destino (EE. UU., episodio: "Border Justice", 13 de noviembre de 1959)
- 1956-1963 - The Chevy Show /The Dinah Shore Chevy Show (EE. UU., episodio: "Mexican Fiesta", 27 de marzo de 1960)
- 1954-1992 - Disneyland /Disneylandia. El mágico mundo del color (EE. UU., episodios: "El bandido", 30 de octubre de 1960, y "Adiós, El Cuchillo", 6 de noviembre de 1960)
- 1957-1961 - Zorro /El Zorro (EE. UU., episodios: "El bandido", 30 de octubre de 1960) y "Adiós, El Cuchillo", 6 de noviembre de 1960)
- 1960-1984 - Insight (EE. UU.), episodio: "The Martyr", 13 de noviembre de 1960)]
- 1961-1962 - Frontier Circus (EE. UU., episodio: "Quick Shuffle", 1 de febrero de 1962)
- 1961-1963 - The Dick Powell Show (EE. UU., episodio: "Death in a Village", 2 de enero de 1962)
- 1962-1965 - The Alfred Hitchcock Hour /La hora de Alfred Hitchcock (EE. UU., episodio: "Death and the Joyful Woman", 12 de abril de 1963)
- 1952-1970 - Death Valley Days /La llamada del Oeste (EE. UU., episodio: "A Kingdom for a Horse", 1 de octubre de 1963)
- 1963-1964 - The Greatest Show on Earth /El mayor espectáculo del mundo (EE. UU., episodio: "Don't Look Down, Don't Look Back" (8 de octubre de 1963)
- 1955-1975 - Gunsmoke /La ley del revólver (EE. UU., episodios: "Extradition: Part 1", 7 de diciembre de 1963, y "Extradition: Part 2", 14 de diciembre de 1963)
- 1962-1967 - Combat! /Hazañas bélicas (EE. UU., episodio: "The Convict", 9 de febrero de 1965)
- 1959-1973 - Bonanza (EE. UU., episodio: "The Lonely Runner", 10 de octubre de 1965)
- 1963-1967 - The Fugitive /El fugitivo (EE. UU., episodios: "Somebody to Remember", 24 de marzo de 1964, y "The Savage Street", 14 de marzo de 1967)
- 1967-1968 - Garrison's Gorillas /Los comandos de Garrison (EE. UU., episodio: "The Big Con", 6 de septiembre de 1967)
- 1965-1974 - The F.B.I. /F.B.I. (EE. UU., episodio: "The Patriot", 2 de febrero de 1969)
- 1967-1971 - The High Chaparral /El Gran Chaparral (EE. UU., episodio: "The New Lion of Sonora", 19 de febrero de 1971)
- 1970-1977 - McCloud (EE. UU., episodio: "The New Mexican Connection", 1 de octubre de 1972)
- 1969-1973 - Night Gallery /Galería nocturna (EE. UU., episodio: "The Waiting Room/Last Rites for a Dead Druid", 26 de enero de 1972)
- 1969-1976 - Medical Center /Centro médico (EE. UU., episodio: "Tico Taco, MD", 8 de noviembre de 1972)
- 1972-1975 - Kung Fu (EE. UU., episodio: "The Chalice", 11 de octubre de 1973)
- 1973-1980 - Barnaby Jones (EE. UU., episodio: "Rendezvous with Terror", 24 de febrero de 1974)
- 1979 - The Sacketts /Al límite de la madrugada (EE. UU., miniserie)
- 1979-1984 - Hart to Hart /Hart y Hart (EE. UU., episodio: "The Raid", 26 de febrero de 1980)

## Premios y nominaciones
Gilbert Roland fue nominado dos veces al Globo de Oro, como mejor actor de reparto, la primera, en 1953, por The Bad and the Beautiful /Cautivos del mal, y la segunda, en 1965, por Cheyenne Autumn /El ocaso de los cheyenes /El gran combate. Por sus contribuciones a la industria del cine, tiene una estrella en el Hollywood Walk of Fame en 6730 Hollywood Boulevard.